# Antoni Kurka (policjant)
Antoni Kurka – polski policjant.
W okresie zaboru austriackiego przez ok. 30 lat służył w c. k. Dyrekcji Policji we Lwowie. W 1914, 1918 był adiunktem kancelaryjnym Dyrekcji Urzędów Pomocniczych Policji IX i wówczas z tytułem i charakterem dyrektora urzędu pomocniczego był kierownikiem Ekspozytury Polowej na dworcu kolejowym Lwów-Podzamcze. Na koniec swojej służby pełnił funkcję referenta spraw personalnych i organizacyjnych. 

## Publikacje
- Słownik mowy złodziejskiej (Lwów: 1896, 1899, 1907)[5]
- O antropometrji i opisie osoby według systemu Bertilllona (Lwów: 1896, 1899, 1907)[5]
- Słownik mowy złodziejskiej (Lwów: 1902)[5]
- Dzieje i tajemnice lwowskiej policji z czasów zaboru austrjackiego 1772-1918 (Lwów: 1930)[6]

## Odznaczenia
austro-węgierskie
- Brązowy Medal Jubileuszowy Pamiątkowy dla Sił Zbrojnych i Żandarmerii[3][4]
- Medal Jubileuszowy Pamiątkowy dla Cywilnych Funkcjonariuszów Państwowych[3][4]
- Krzyż Jubileuszowy dla Cywilnych Funkcjonariuszów Państwowych[3][4]